# Benina
Benina (arabe : بنينة), est une ville libyenne située à 19 km à l'est de Benghazi. Elle accueille dans sa banlieue nord-est, l'aéroport international de Benina qui dessert Benghazi.